# باب الحريشة الكبارتة (بني زليطن)
باب الحريشة الكبارتة هو دُوَّار يقع بجماعة باب مرزوقة، إقليم تازة، جهة فاس مكناس في المملكة المغربية. ينتمي الدوّار لمشيخة بني زليطن التي تضم 9 دواوير. يقدر عدد سكانه بـ 698 نسمة حسب الإحصاء الرسمي للسكان والسكنى لسنة 2004.

## روابط خارجية
- البوابة الوطنية للجماعات الترابية
- المندوبية السامية للتخطيط